# Ganciclovir
Ganciclovir o DHPG, chimicamente 9-1,3-diidrossi-2-propossimetilguanina, è una molecola ad attività antivirale. Si tratta di un nucleoside analogo della 2-deossiguanosina il quale a differenza di aciclovir presenta un gruppo idrossimetile addizionale sulla catena laterale. La molecola è utilizzata per trattare o prevenire le infezioni da citomegalovirus.
In Italia ganciclovir sodico è venduto dalla società farmaceutica Roche S.p.A. con il nome commerciale Citovirax nella forma farmacologica di polvere per concentrato per soluzione da infusione endovenosa da 500 mg e di capsule rigide da 250 mg.
In commercio esiste anche un profarmaco di ganciclovir, il cui nome è valganciclovir.

## Farmacodinamica
Ganciclovir è un analogo sintetico della 2'-deossiguanosina, dotato della capacità di inibire, sia in vivo che in vitro, la replicazione degli herpes-virus. Lo spettro di attività della molecola comprende: Citomegalovirus (CMV), virus Herpes simplex tipo I e II (HSV-1 e HSV-2), virus Epstein Barr (EBV), virus Varicella Zoster (VZV) virus Herpes umano tipo 6 (HHV-6) e virus dell'epatite B.
All'interno della cellula infettata ganciclovir in una prima fase viene fosforilato a ganciclovir monofosfato e successivamente, a seguito dell'intervento di diverse chinasi cellulari, si forma ganciclovir trifosfato.
Il meccanismo d'azione di ganciclovir all'interno delle cellule infettate è il risultato di due processi distinti. La molecola inibisce la sintesi del DNA virale sia inibendo competitivamente l'incorporazione di deossiguanina trifosfato tramite l'enzima DNA-polimerasi, sia venendo incorporata come trifosfato nel DNA del virus, in questo modo bloccando o circoscrivendo l'allungamento del DNA del virus. Nelle cellule infettate da citomegalovirus ganciclovir trifosfato viene eliminato con estrema lentezza.
Circa il 60 - 70% dell'antivirale è ancora nella cellula 18 ore dopo non essere più dosabile nel liquido extracellulare.
È possibile che si sviluppi una resistenza del virus al farmaco: in genere la resistenza è dovuta a mutazioni negli enzimi virali deputati alla fosforilazione tra cui, ad esempio, la timidina chinasi virale del HSV o del VZV.

## Farmacocinetica
A seguito di somministrazione per via orale ganciclovir viene assorbito dal tratto gastrointestinale in misura limitata. La concentrazione plasmatica di picco (Cmax) viene raggiunta entro 1-2 ore (Tmax) dalla ingestione del farmaco. La biodisponibilità assoluta dopo assunzione per os a digiuno è pari al 5% circa. La somministrazione di ganciclovir associato ad un pasto, determina un incremento della biodisponibilità (tra il 6 e 9%), un allungamento del tempo di picco sierico (Tmax) che raggiunge le 3,0 ore ed un Cmax più alto.

Il legame alle proteine plasmatiche è circa dell'1-2%, quando le concentrazioni variano tra 0.5 e 51 mcg/mL.
Nel fluido cerebrospinale si ottengono concentrazioni comprese tra il 24 % ed il 70 % rispetto alle concentrazioni plasmatiche.
Dopo somministrazione per os di una singola dose di 1000 mg di ganciclovir-C14, nelle feci si ritrova una quantità di radioattività che è pari all'86% della dose somministrata (quasi esclusivamente legata alla quota di farmaco non assorbito). Nelle urine la percentuale di radioattività si aggira tra il 5 ed il 6 %.
L'escrezione renale di farmaco immodificato, attraverso la filtrazione glomerulare e la secrezione tubulare attiva è la via principale di eliminazione di ganciclovir. Nei soggetti con funzione renale normale, il 91.3 ± 5% di ganciclovir somministrato per via endovenosa si ritrova immodificato nelle urine. L'emivita dopo l'assunzione per via orale è compresa tra 5 e 6 ore.

## Tossicologia
La DL50 di ganciclovir somministrato per via endovenosa nel topo è pari a 900 mg/kg e nel cane compresa tra 150 e 500 mg/kg.
Ganciclovir è considerato un agente potenzialmente cancerogeno, teratogeno e mutageno. Il farmaco sembra anche in grado di provocare inibizione della spermatogenesi.

## Usi clinici
Ganciclovir, nella forma di soluzione per infusione, trova indicazione nella prevenzione e nel trattamento di infezioni da citomegalovirus (CMV) gravi che mettono a rischio la vita o la vista di soggetti con immunocompromissione.
Può essere infuso anche in caso di infezioni da CMV in pazienti trapiantati.
Ganciclovir in capsule è indicato in terapia di mantenimento della retinite da citomegalovirus in soggetti immunocompromessi, compresi i pazienti affetti da sindrome da immunodeficienza acquisita (AIDS), dopo che la retinite sia stata stabilizzata con un'appropriata terapia iniziale.  
La molecola viene utilmente impiegata anche nella prevenzione delle infezioni da CMV, in pazienti HIV-sieropositivi con elevate probabilità di sviluppare una patologia correlata all'infezione da CMV e nei soggetti trapiantati d'organo.
In forma di gel è stato utilmente impiegato per il trattamento delle cheratiti epiteliali dendritiche, che sono assai spesso secondarie ad infezioni da virus herpes simplex (HSV) di tipo 1 (HSV-1), e meno frequentemente da HSV di tipo 2 (HSV-2).

## Effetti collaterali ed indesiderati
| Tipi di reazioni               | Comuni (>1/100, <1/10) | Non comuni (>1/1.000, <1/100)                  | Rare (>1/10.000, <1/1.000) | Molto rare (<1/10.000) | Frequenza non nota |
| ------------------------------ | --- | ---------------------------------------------- | -------------------------- | ---------------------- | ------------------ |
| Infezioni ed infestazioni      | - Batteriemia - Viremia - Sepsi - Cellulite - Infezioni del tratto urinario - Candidosi orale                                                          |                                                |                            |                        |                    |
| Metabolismo e nutrizione       | - Diminuzione dell'appetito - Anoressia |                                                |                            |                        |                    |
| Sistema immunitario            | | - Reazioni anafilattiche.                      |                            |                        |                    |
| Sangue e sistema linfatico     | - Neutropenia grave - Anemia - Trombocitopenia grave - Leucopenia grave - Pancitopenia                                                                 |                                                |                            |                        |                    |
| Disturbi oculari               | - Edema maculare - Distacco di retina - Macchie nere flottanti - Dolore oculare                                                                        | - Alterazione del visus - Congiuntivite        |                            |                        |                    |
| Disturbi uditivi e vestibolari | - Dolore auricolare | - Sordità                                      |                            |                        |                    |
| Sistema nervoso                | - Cefalea - Insonnia - Capogiri - Alterazione del gusto(disgeusia) - Convulsioni - Ipoestesia - Parestesia - Neuropatia periferica                     | - Tremore                                      |                            |                        |                    |
| Disturbi psichiatrici          | - Confusione mentale - Ansia - Depressione - Alterazioni del pensiero                                                                                  | - Agitazione psicomotoria - Disturbi psicotici |                            |                        |                    |
| Disturbi generali e vari       | - Affaticabilità - Malessere generale - Astenia - Perdita di peso - Febbre - Dolore articolare - Dolore toracico - Reazione nel sito di iniezione e.v. |                                                |                            |                        |                    |

## Controindicazioni
Il farmaco è controindicato nei soggetti con ipersensibilità nota al principio attivo, a valganciclovir oppure ad uno qualsiasi degli eccipienti utilizzati nella forma farmaceutica. Aciclovir e valaciclovir presentano una stretta somiglianza di struttura chimica con ganciclovir. Per questo motivo si deve tenere presente la possibilità di una reazione di ipersensibilità crociata con queste molecole.
Ganciclovir è pertanto controindicato anche in soggetti con ipersensibilità nota ad aciclovir o valaciclovir.
Infine il farmaco è controindicato nelle donne che allattano al seno.

## Gravidanza ed allattamento
I dati disponibili sulla tossicità riproduttiva osservata negli studi sugli animali sembrano indicare per ganciclovir un rischio di teratogenicità nell'uomo. 
Ganciclovir si è dimostrato embriotossico nel coniglio e nel ratto a seguito di somministrazione per via endovenosa e teratogenico nel coniglio.
La Food and Drug Administration ha inserito ganciclovir in classe C per l'uso in gravidanza. In questa classe sono inseriti i farmaci i cui studi riproduttivi sugli animali hanno rilevato effetti dannosi sul feto, teratogenico/letale o altro, e per i quali non sono disponibili studi controllati in donne oppure farmaci per i quali non sono disponibili studi né sull'uomo né sull'animale.
Le donne in età fertile durante il trattamento con ganciclovir dovrebbero ricorrere a validi metodi contraccettivi.
Il farmaco può essere somministrato a donne gravide solo se il potenziale beneficio atteso giustifica il rischio per il feto.
Non è noto se ganciclovir sia escreto con il latte materno pertanto l'allattamento al seno dovrebbe essere interrotto.

## Interazioni
- Probenecid:  la co-somministrazione comporta una riduzione di circa il 20% della clearance renale di ganciclovir, e pertanto un aumento (pari a circa il 40%) della sua concentrazione plasmatica con conseguente aumento del rischio di tossicità da ganciclovir. Il meccanismo di interazione è dovuto ad una ridotta secrezione tubulare renale.[16]
- Zidovudina: la contemporanea somministrazione di zidovudina determina un lieve incremento dell'AUC di quest'ultima (20% circa). Dal momento che entrambi i farmaci possono causare neutropenia ed anemia, alcuni soggetti risultano particolarmente sensibili all'interazione e potrebbero non tollerarla.[16][17][18]
- Didanosina: la terapia di associazione con ganciclovir può comportare un aumento costante e considerevole delle concentrazioni plasmatiche di didanosina. I pazienti pertanto debbono essere strettamente monitorati nell'eventualità di comparsa di tossicità da didanosina.[16][19]
- Trimetoprim: l'associazione con ganciclovir può determinare, teoricamente, un potenziamento della tossicità delle singole molecole, entrambe note per gli effetti indesiderati di tipo mielosoppressivo.